# Hyundai i40

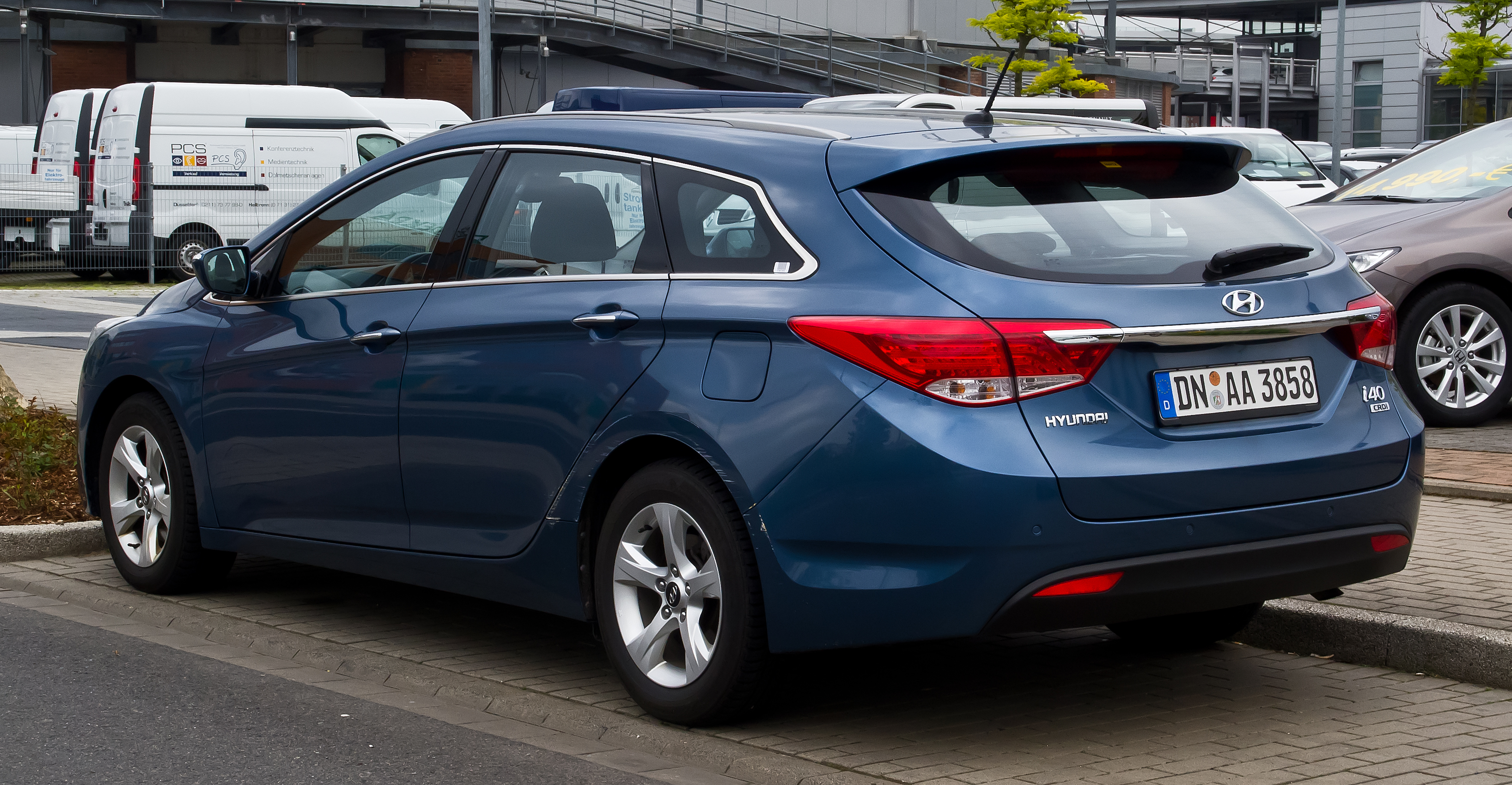
Achterkant Hyundai i40

De Hyundai i40 is een stationwagen van de Zuid-Koreaanse autofabrikant Hyundai. De i40 werd in maart 2011 gepresenteerd op het autosalon van Genève. De productie is gestart in de zomer van 2011. Begin 2012 volgde er ook een sedan-versie van de i40. De i40 kreeg in 2015 een Facelift. Het platform van de i40 wordt gedeeld met de Amerikaanse versie van de Hyundai Sonata.